# 瞿兌之
瞿兑之（1894年—1973年），名宣颖，曾用名益锴，字兌之，以字行，号銖庵，自称铢庵居士，晚號蛻園。中国湖南省善化（今属長沙市）人，史學家、文學家、书畫家，晚清名臣瞿鸿禨子。

## 生平
瞿兌之早年师从王闿运，后入北京译学馆主修英文，并同时学习德文、法文、俄文等语言，先后毕业于上海圣约翰大学和复旦大学。历任北洋政府国务院秘书（时任国务总理为顧維鈞）、国史编纂处处长、印鑄局局長等职。
抗日战争期间，瞿兌之留居北京，后任日本统治下的北京大学代理总监督、华北政务委员会秘书厅厅长、华北编译馆馆长等职务，当时他改名为“瞿益锴”。抗日战争结束后，取号“蜕园”，意在悔过。他还曾任南开大学、燕京大学、辅仁大学等校教授。
1949年后，瞿兌之寓居上海，以著述谋生。后来被中华书局上海编辑所（今上海古籍出版社的前身）聘为特约编辑。据说，这个职务是当时国务院科学规划委员会古籍整理出版规划小组组长齐燕铭介绍和安排的。除了担任编辑外，瞿兌之还偶尔为香港文汇报写稿。并当选为上海市政协委员。
1968年8月12日，在文化大革命中，瞿蜕园因卷入中华上编的“六人反革命集团案”，涉嫌影射江青，被拘留至上海市第一看守所。9月11日，他被执行逮捕。1973年8月28日，瞿兌之因慢性支气管炎及肺心老衰，卒于上海提篮桥监狱。

## 著作
- 《杶廬所聞錄》
- 《汉代风俗制度史》
- 《秦汉史纂》
- 《刘禹锡集笺证》
- 《燕都覽古詩話》
- 《汪輝祖傳述》
- 《銖庵文存》
- 瞿蜕园选译《古史选译》
- 瞿蜕园选译《左传选译》
- 瞿蜕园选注《汉魏六朝赋选》
- 瞿蜕园、朱金城校注《李白集校注》
- 瞿蜕园《历代官制概述》、《历代职官简释》（与清朝黄本骥编《历代职官表》合刊）
- 瞿兑之《中国骈文概论》
- 瞿兑之《人物风俗制度丛谈》
- 瞿宣颖《方志考稿》
- 瞿宣颖《中国社会史料丛钞》

## 家庭
- 父：瞿鴻禨，清朝末年軍機大臣、外務部尚書
- 岳父：聂緝槼
- 岳母：曾纪芬[1]
- 妻子: 聶其璞（1894年－1957年），字叔瑜。